# Big Cypress Nemzeti Rezervátum
A Big Cypress Nemzeti Rezervátum az Amerikai Egyesült Államokban, Florida állam területén van. A rezervátum nevének jelentése „nagy mocsári ciprus”, mely a domináns növényzetre utal. Ez a vizes élőhelyi paradicsom 6216 négyzetkilométeren terül el, átlagos évi csapadékmennyisége 1520 mm.

## Története
A Big Cypress Nemzeti Rezervátumot 1974. október 11-én alapították.

## Domborzata és természetföldrajza
Lapos táj, így jó áttekintést csak a levegőből lehet nyerni. 
Az esős évszak májusban kezdődik és a következő őszig tart. Az esőzések ilyenkor egy méter mélyen elárasztják a Big Cypresst, majd a víz lassan délre, a Mexikói öbölbe folyik. A térség emelkedése olyan csekély, hogy a víz méltóságteljesen napi 1,6 km-es sebességgel mozog. Az esőzések októberi befejeződése után három hónapig tart, amíg a vízszint teljesen leapad.

## Növényvilága
A köznyelven mocsárként emlegetik, de ez távolról sem igaz, mert a rezervátum sokféle élőhelyet tartalmaz, például fenyős és keményfás homokszigeteket, prériket, mangrovékat, pálmafákat és természetesen mocsári ciprusokat. 
A Big Cypress nagyjából harmadát ciprusfák borítják, főként törpe mocsári ciprusok. Megmaradt néhány az óriás mocsári ciprusok közül is, amelyek valaha a területet uralták. Néhányuk legalább 700 éves, olyan széles törzzsel, hogy négy ember éri csak körül.

## Állatvilága
A víz központi szerepet játszik minden itteni élőlény életében, és rendkívül színes vadvilágot tart fenn. A madarak közül gémek, kócsagok, erdei gólyák, kontyos feketeharkály és fehérfejű rétisas látható itt. A vízben aligátorok járőröznek, és a száraz évszakban víztárolókat tartanak fenn, amely számos más állatot vonz, például szarvasokat, sőt a fekete medvét is. 
Az egyik leginkább veszélyeztetett állat a floridai puma. Vadon csak 50 egyedük maradt fenn. Megpillantásukra legnagyobb esélyünk a sűrű erdőben vagy egy keményfákkal benőtt kis szigeten kínálkozik. Ezek a mini erdők szárazföldet, fedezéket és zsákmányt adnak a pumának.

## Turizmus
Lehetőség van vezetett sétákra jelentkezni.
Kempingezési lehetőségeket is kínál a park, melyek közül négy egész évben, míg kettő csak időszakosan használható: 
- Bear Island Campground (Medve-sziget kemping) - egész évben látogatható
- Burns Lake Campground (Burns-tó kemping) - augusztus 29-től január 6-ig látogatható
- Monument Lake Campground (Emlékmű-tó kemping) - augusztus 28-tól április 15-ig látogatható
- Midway Campground (Midway kemping) - egész évben látogatható
- Pinecrest Campground - egész évben látogatható
- Mitchell's Landing Campground - egész évben látogatható

## Képgaléria

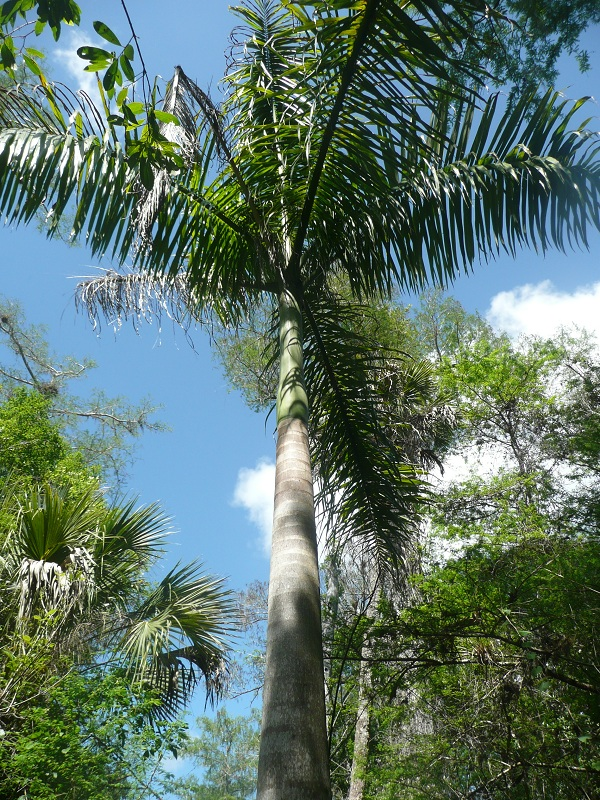
Royal pálmafa
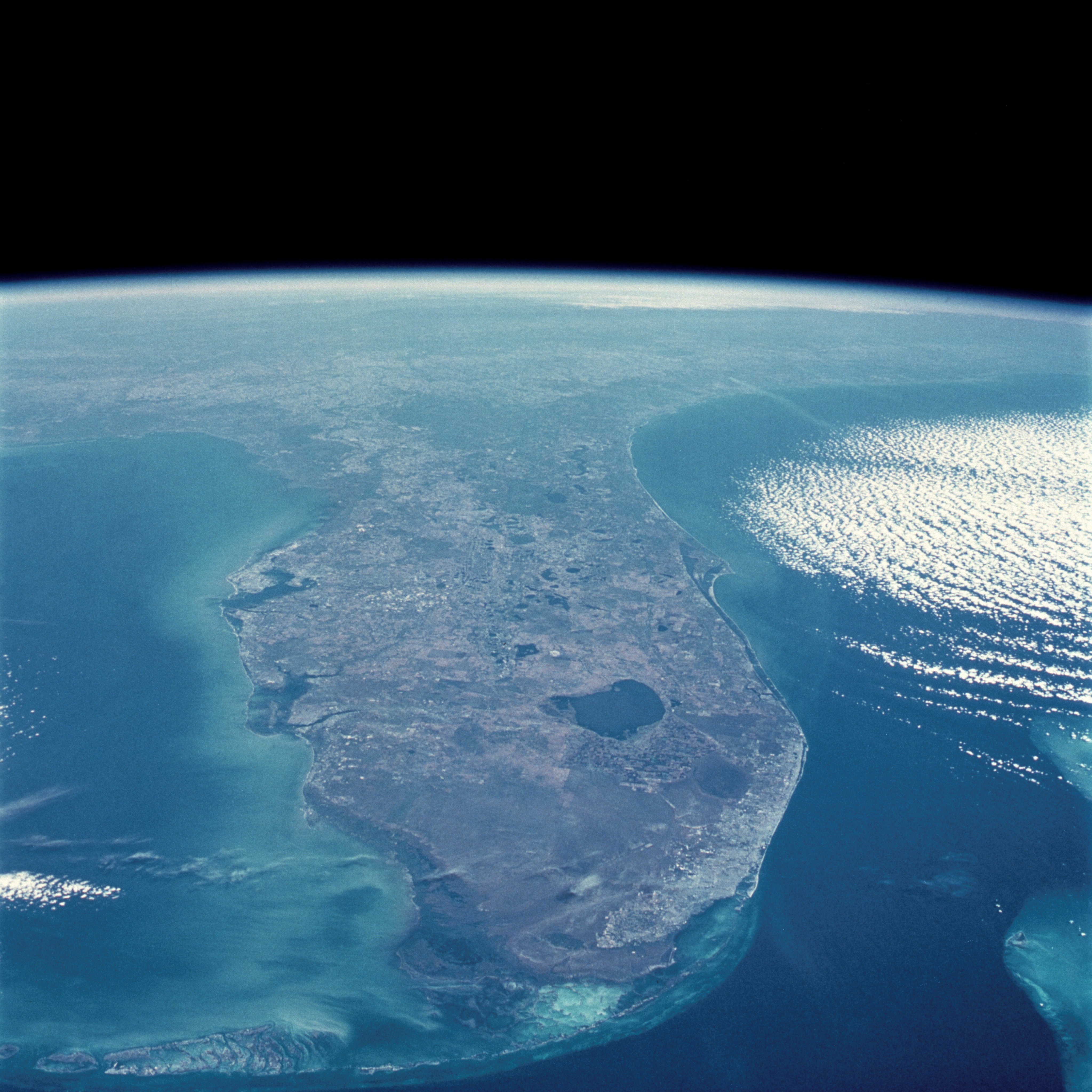
Floridai félsziget
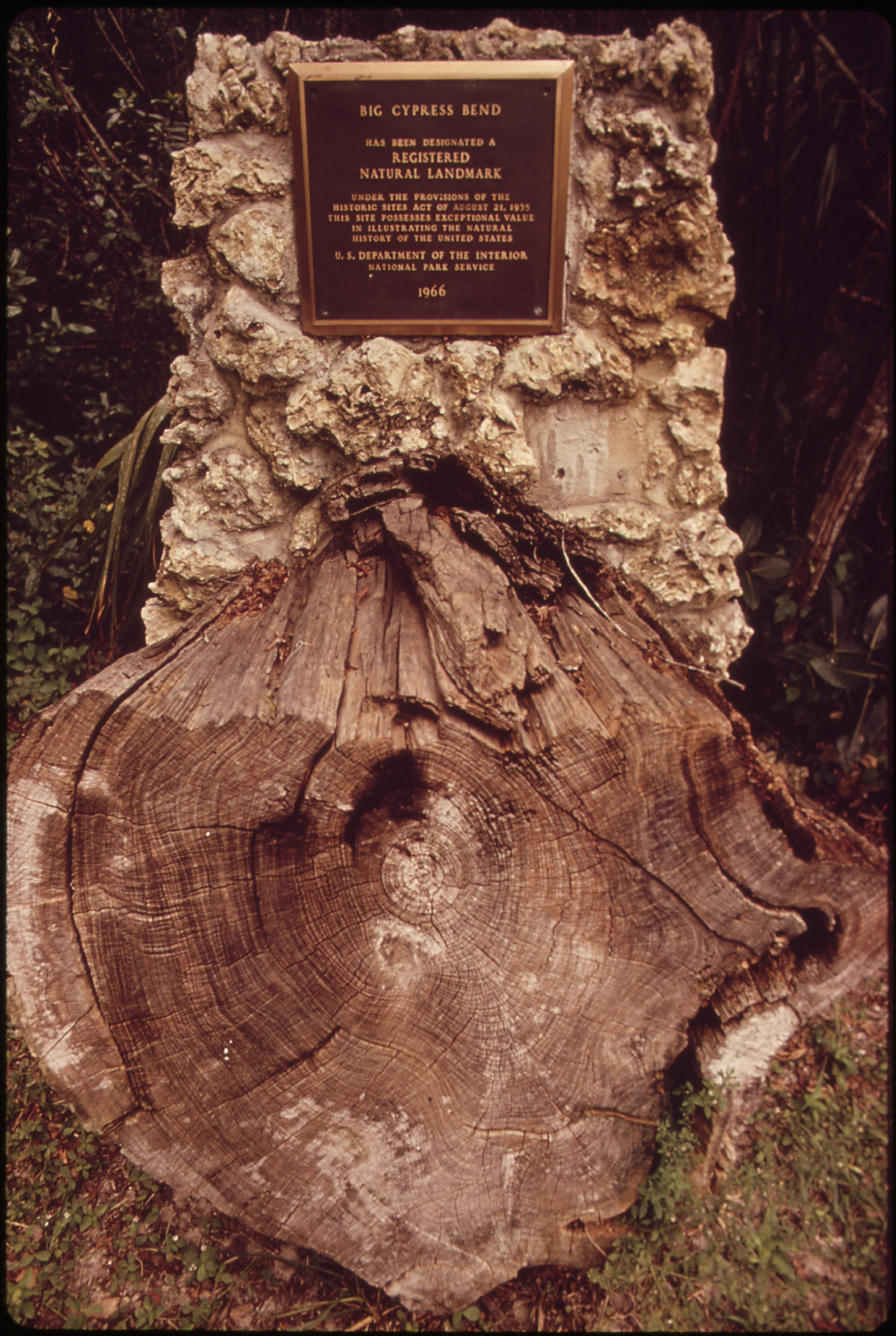
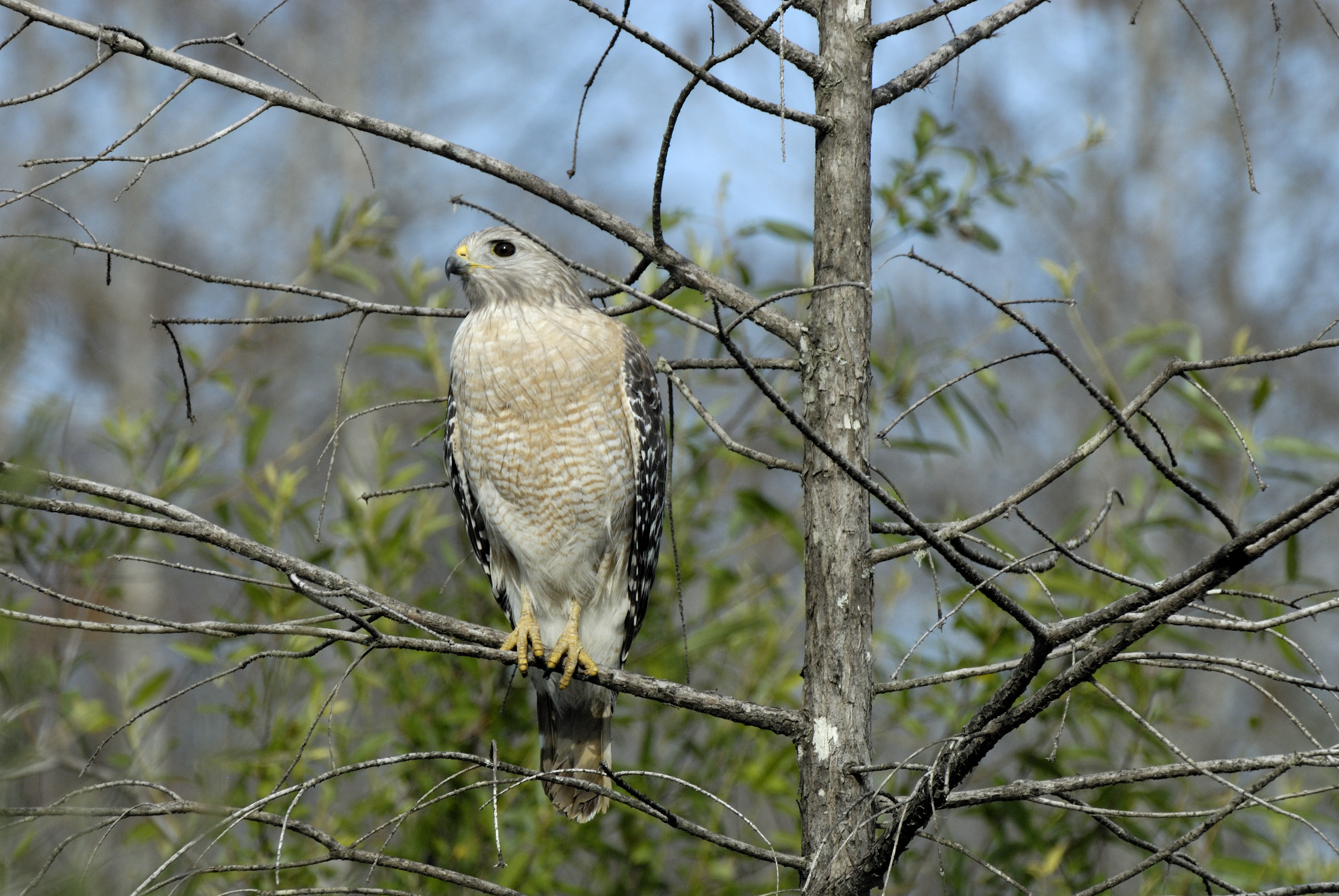
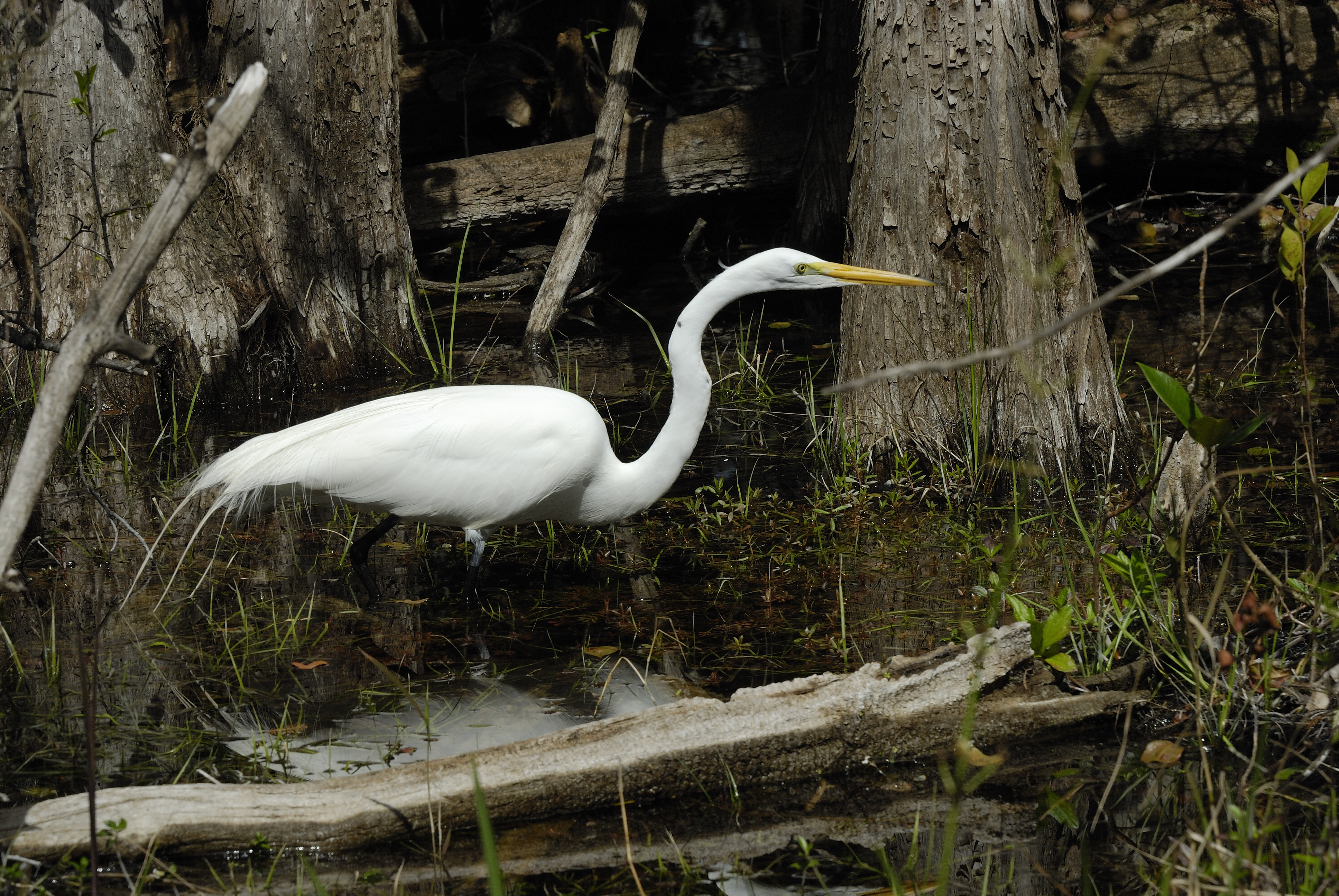
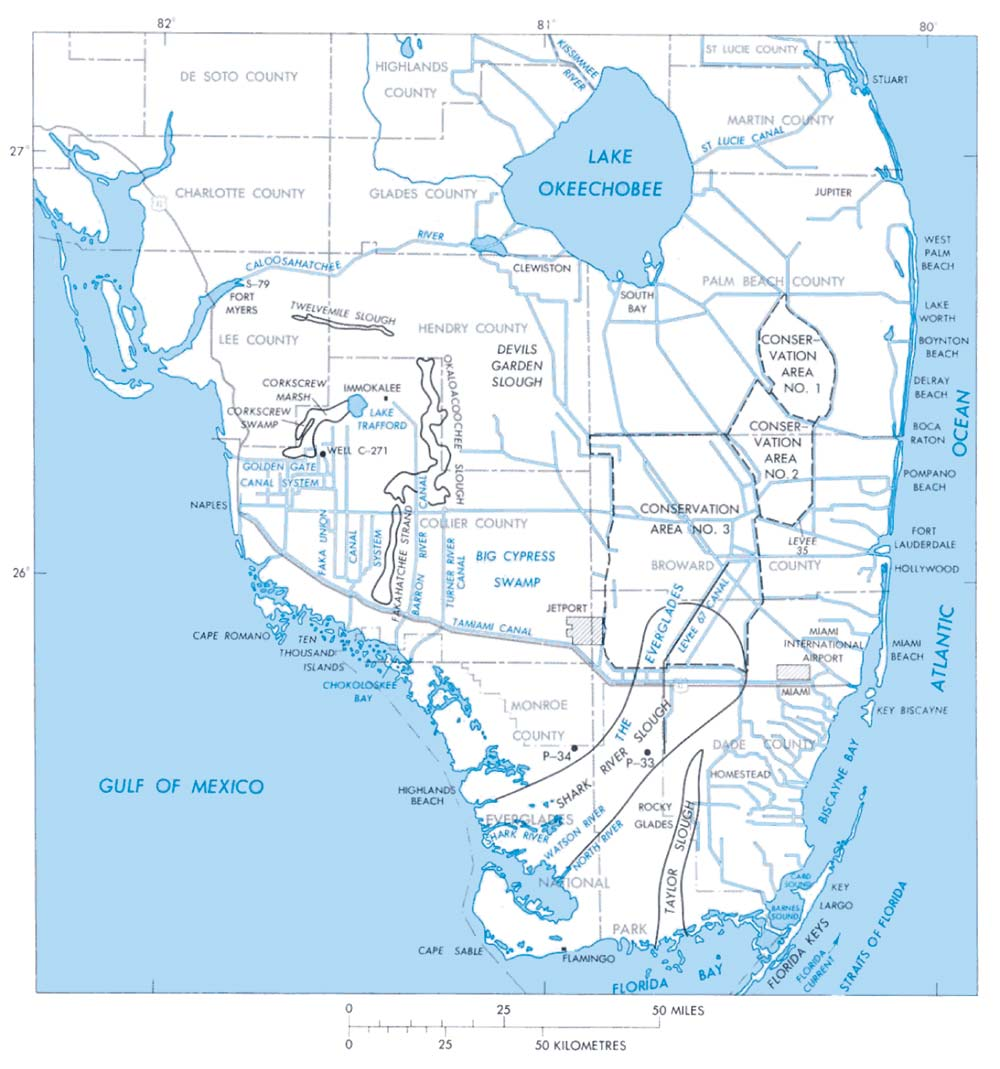
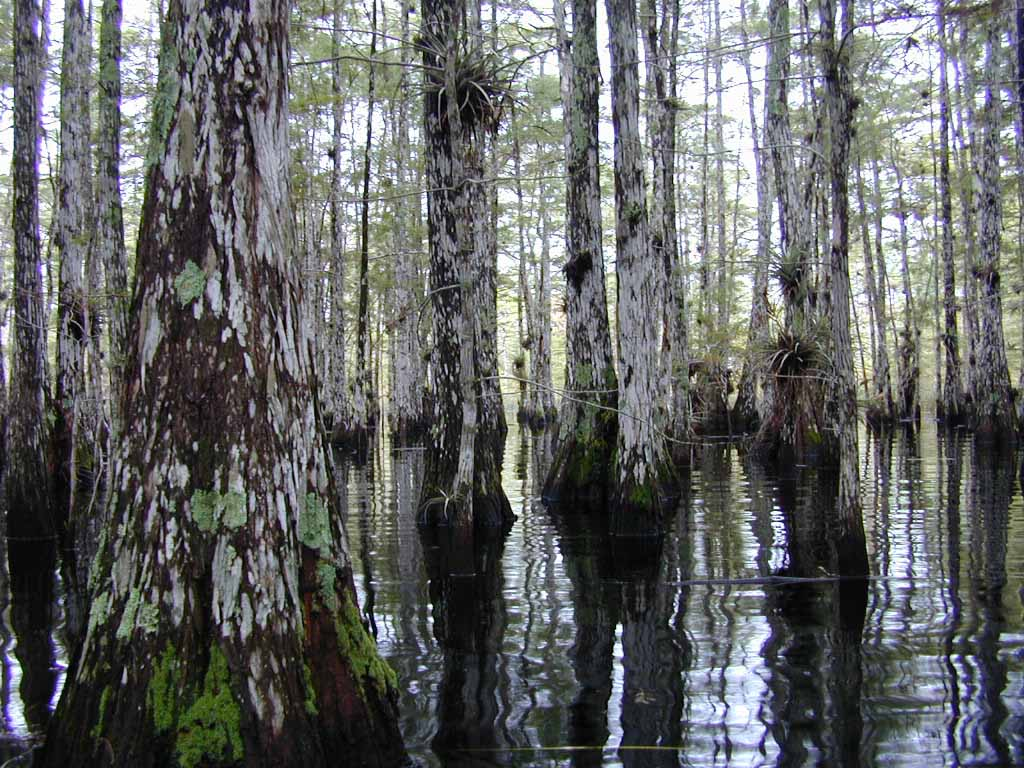
Ciprusfák